# Альоксино (Плюський район)
Альоксино (рос. Алёксино) — присілок в Плюському районі Псковської області Російської Федерації.
Населення становить 18 осіб. Входить до складу муніципального утворення Лядська волость.

## Історія
Від 2015 року входить до складу муніципального утворення Лядська волость.

## Населення
| 2001 | 2002 | 2010 |
| ---- | ---- | ---- |
| 34   | ↘33  | ↘18  |